# آقا جنی شده
آقا جنی شده فیلمی به کارگردانی و نویسندگی امین امینی محصول سال ۱۳۳۸ است.

## خلاصه داستان
«آقا» که همسرش را از دست داده تصمیم به ازدواج مجدد می‌گیرد.

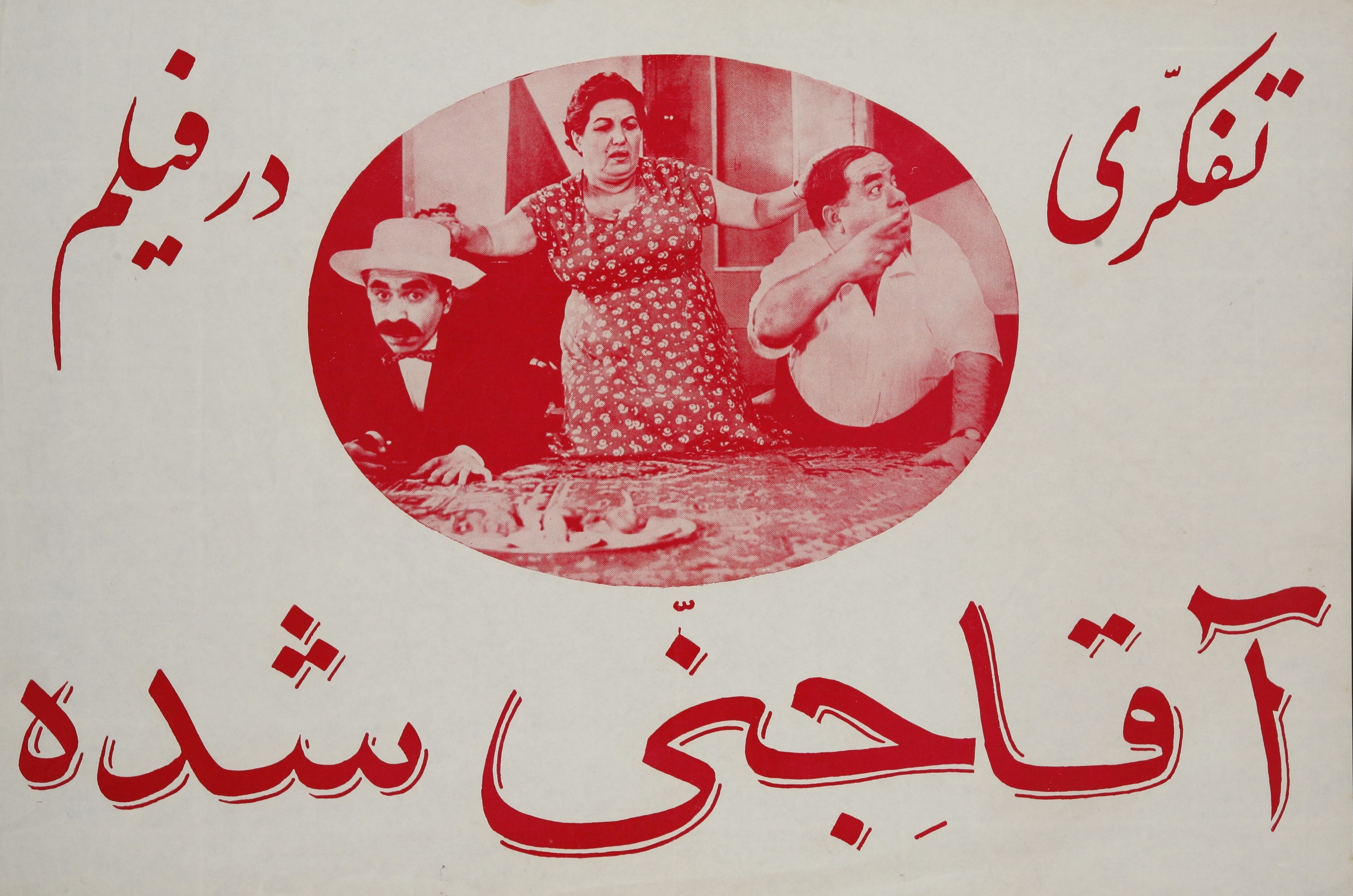
پوستر فرعی

## بازیگران
- اصغر تفکری
- شهین
- رضا کریمی
- عبدالله محمدی
- رقیه چهره‌آزاد
- نصرت‌الله کنی
- نرگس (بازیگر)
- غلامحسین مفیدی